# RBS 23 BAMSE
RBS 23 BAMSE ist eine Flugabwehrrakete mittlerer Reichweite aus Schweden. BAMSE steht für Bofors Advanced Missile System Evaluation.

## Entwicklung
Im Jahr 1989 schloss das schwedische Försvarets materielverk (FMV) mit Saab Bofors Dynamics einen Vertrag zur Entwicklung eines neuen Flugabwehrraketensystems für die Schwedischen Streitkräfte ab. Auftragsvolumen belief sich auf 200 Mio. US-Dollar. Nach der Konzeptphase wurde 1993 mit der Entwicklung des Robotsystem 23 BAMSE begonnen. Die Fahrzeuge, Elektronik und Lenkflugkörper wurden Saab Bofors Dynamics hergestellt. Die Radaranlagen wurden von Ericsson Microwave Systems entwickelt. Im Jahr 1999 bestellten die Schwedischen Streitkräfte für 112 Mio. US-Dollar drei BAMSE-Batterien. Diese wurden zwischen 2005 und 2006 ausgeliefert. Eine angedachte Ausführung für die Installation auf Kriegsschiffen wurde nicht weiter verfolgt.

## Technik
BAMSE ist ein allwetterfähiges, taktisches Flugabwehrraketen-System zur Abwehr von Hubschraubern, Flugzeugen, Unbemannten Luftfahrzeugen, Marschflugkörpern sowie Luft-Boden-Raketen. Dabei ist es speziell auf die Bekämpfung von kleinen und schnellfliegenden Zielen ausgelegt. Das BAMSE-System besteht hauptsächlich aus folgenden beiden Komponenten: 1 Surveillance and Control Center (SCC) und 3–6 Missile Control Center (MCC). Diese sind auf Anhängern installiert. Die Anhänger sind mit Stromerzeugungsaggregaten sowie Antennen ausgerüstet und die Kabinen für die Bediener verfügen über eine Klimaanlage und ABC-Schutz. Als Zugmaschinen werden Lastkraftwagen verwendet. Das BAMSE-System ist u. a. mit dem Transportflugzeug C-130 „Hercules“ luftverlastbar und innerhalb von 10 Minuten einsatzbereit. Eine BAMSE-Batterie mit einem SCC und vier MCC kann ein Gebiet von 2.100 km² gegen Luftangriffe verteidigen.

### SCC Feuerleitstand & Überwachungsradar
Das UndE 23 Surveillance and Control Center (SCC) ist als C³I-System der zentrale Feuerleitstand einer BAMSE-Batterie. Von hier aus führen zwei Operateure den Feuerkampf, wobei sie auch Anweisungen von einem übergeordneten Gefechtsstand erhalten können. Für die Luftraumüberwachung verwendet das SCC eine abgeänderte Ausführung des PS-70 Giraffe-Aufklärungsradars, das auf einem 13 m hohen Mast angebracht ist. Dieses PS-2301-Radar ist ein 3D-Puls-Doppler-Radar. Es verwendet eine Active-Electronically-Scanned-Array-Antenne (AESA) mit einer Wanderfeldröhre als Leistungsverstärker. Die Radarantenne lässt sich im Azimut um 360° drehen. Es arbeitet im C-Band auf einer Frequenz von 5,4–5,9 GHz mit Zentimeterwellen. Es ist in der Lage, verschiedene Arten von Luftzielen zu erkennen, zu verfolgen und zu klassifizieren. Die Installierte Radarreichweite beträgt 100 km. Das Radar kann Ziele mit einem minimalen Radarquerschnitt vom 0,01 m² erfassen und begleiten. Ein Ziel von der Größe eines Kampfflugzeuges kann auf eine Distanz von rund 70 km erfasst werden. Die Erfassungsreichweite für eine überschallschnelle Rakete beträgt rund 30 km. Zeitgleich können über 100 Ziele im 3D-Modus begleitet werden. Das Radar verfügt über ein eigenes Freund-Feind-Erkennungs-System (IFF). Die im SCC ermittelten Zieldaten werden über ein Funk-Datenlink oder Lichtwellenleiter an die Missile Control Center (MCC) übermittelt. Dabei kann das SCC den Einsatz von bis zu vier MCCs koordinieren. Der zweiachsige Anhänger mit dem SCC wiegt rund 18 Tonnen.
Weiter kann für die Zielzuweisung auch das PS-90 Giraffe-Aufklärungsradar verwendet werden.

### MCC Lenkflugkörper-Starter

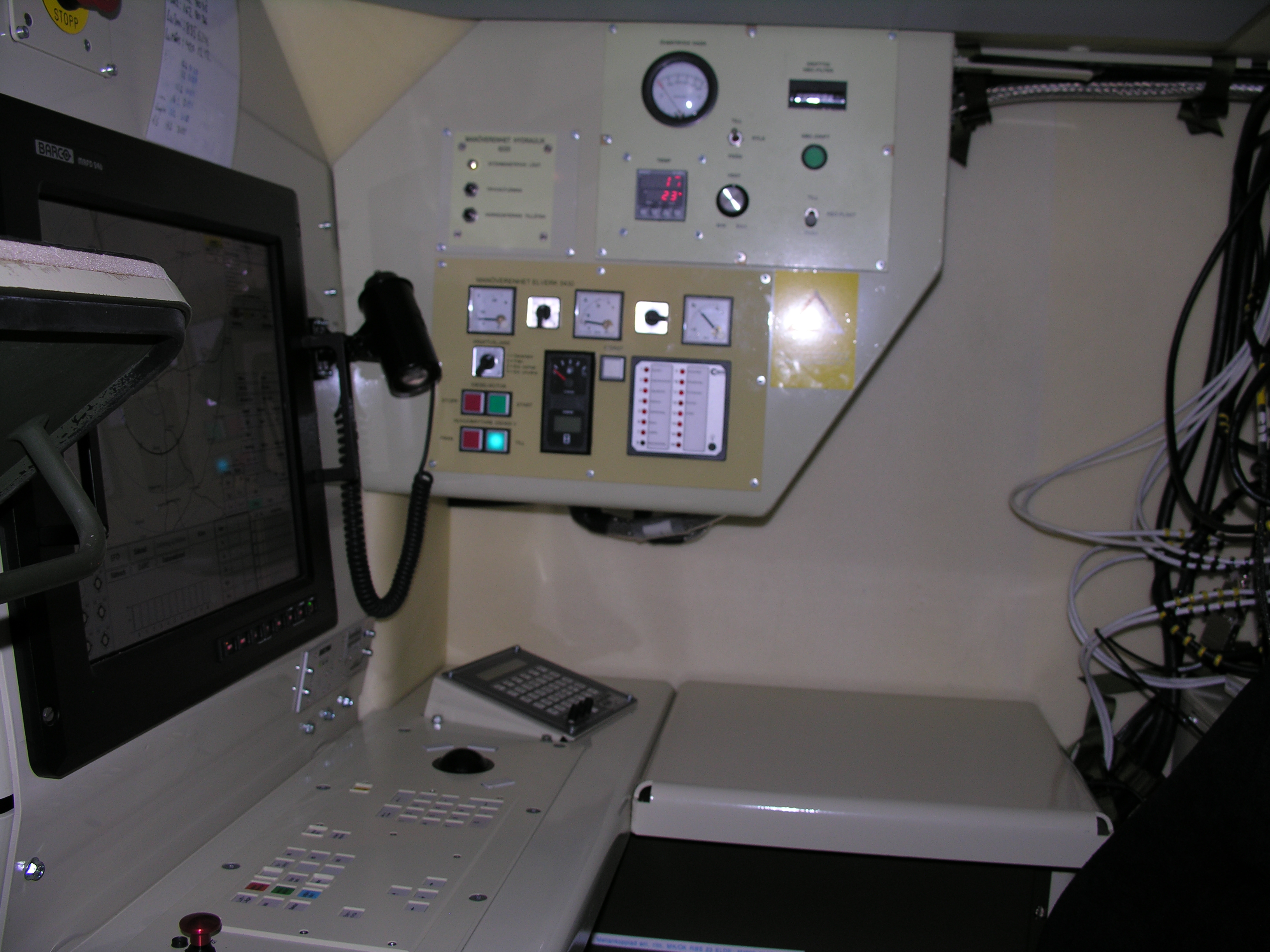
Arbeitsplatz in einem MCC

Das EldE 23 Missile Control Center (MCC) ist die Lenkflugkörper-Starteinheit. Dieses kann in einer Entfernung von bis zu 10 km zum SCC aufgestellt werden. Das MCC besteht aus einer Kabine für zwei Operateure, einem Feuerleitradar mit Freund-Feind-Erkennung-System (IFF) und Infrarot-Kamera, sowie einer Wetterstation. Auf dem Dach ist ein horizontal und vertikal schwenkbarer Werferrahmen verbaut. In diesem sind sechs Startbehälter mit den Lenkflugkörpern eingeschoben. Das PE-2302 Eagle-Feuerleitradar ist auf einem 8 m hohen Mast montiert. Es funktioniert nach dem Monopulsverfahren mit einer Wanderfeldröhre als Leistungsverstärker. Das AESA-Radar arbeitet im Ka-Band auf einer Frequenz von 34–35 GHz mit Millimeterwellen. Es kann Ziele mit einem minimalen Radarquerschnitt vom 0,01 m² erfassen und begleiten. Die Installierte Radarreichweite beträgt 30 km. Die Radarantenne lässt sich im Azimut um 70° drehen. Die Feuerleitsoftware ist in Ada-95 programmiert. Der zweiachsige Anhänger mit dem MCC wiegt rund 13 Tonnen. Ob mit dem MCC eine Mehrfachzielbekämpfung möglich ist, wurde nicht veröffentlicht. Der Nachladevorgang eines leergeschossenen MCC dauert 3–5 Minuten.

### Lenkflugkörper
BAMSE verwendet einen abgeänderte Ausführung des RBS 70-Lenkflugkörpers, welcher mit einem zusätzlichen Booster ausgestattet ist. Der BAMSE-Lenkflugkörper wiegt beim Start 85 kg und ist zweistufig. Die erste Stufe ist der Booster von Nammo mit einem Durchmesser von 320 mm. Am Heck dieser ersten Stufe sind vier Stabilisierungsflächen mit einer Spannweite von 600 mm angebracht. Die zweite Stufe hat einen Durchmesser von 106 mm und basiert auf der RBS 70. Der Lenkflugkörper hat einen schlanken, zylinderförmigen Rumpf und ist in verschiedene Sektionen aufgeteilt: Hinter der Lenkflugkörperspitze befindet sich der Aufschlagzünder und der Laser-Annäherungszünder. Dahinter folgt der Gefechtskopf. Dieser besteht aus einer Hohlladung um die 3000 Wolfram-Pellets angebracht sind. Direkt dahinter ist das kleine Trägheitsnavigationssystem verbaut. Weiter folgt das Feststoffraketentriebwerk. Dieses hat etwa in auf halber Rumpflänge, zwischen den Stabilisierungsflächen vier Düsen auf der Rumpfseite. Zuhinterst im Rumpf sind die Elektronik, die Aktuatoren und die Batterien verbaut. Auf mittlerer Länge des Lenkflugkörperrumpfs sind vier langgezogene Stabilisierungsflächen montiert. Zuhinterst am Rumpf sind trapezförmige Steuerflächen angebracht.

## Einsatzkonzept
Nachdem im Surveillance and Control Center (SCC) ein Ziel entdeckt wurde, werden die Flugdaten an ein Missile Control Center (MCC) weitergeleitet. Von diesem wird das Ziel mit dem Feuerleitradar erfasst und verfolgt. Dann wird der Werferrahmen mit den Lenkflugkörper auf die Bedrohungsachse geschwenkt. Nachdem der Feuerleitrechner Zieldaten ermittelt hat, kann ein Lenkflugkörper aus dem Transport- und Abschussbehälter gestartet werden. Dabei wird am Lenkflugkörper-Heck der Booster gezündet. Dieser beschleunigt den Lenkflugkörper innerhalb kurzer Zeit auf rund Mach 3. Nachdem der Booster ausgebrannt ist, wird dieser abgeworfen und das Feststoffraketentriebwerk der 2. Stufe zündet. Ab diesem Zeitpunkt ist der Lenkflugkörper steuerbar und kann Flugmanöver mit einer maximalen Querbelastung von 25 g ausführen. Der Lenkflugkörper wird an den voraus errechneten Kollisionspunkt des Zieles und der Lenkwaffe verschossen. Dabei verfolgt das Feuerleitradar sowohl das Ziel wie auch den Lenkflugkörper und lenkt diesen am Schluss nach dem Prinzip der Proportionalnavigation zum Ziel. Bei einem Direkttreffer wird der Sprengkopf mit dem Aufschlagzünder ausgelöst. Bei einem knappen Vorbeiflug erfolgt die Sprengkopfzündung mit dem Näherungszünder.

## Status
Nachdem das erste BAMSE-System 2005 an die Schwedischen Streitkräfte ausgeliefert worden war, begann in Halmstad eine Flugabwehreinheit mit der Ausbildung auf dem System. Aufgrund der Reduzierung der Verteidigungsausgaben wurde die Ausbildung gestoppt und die BAMSE-Systeme wurden in einem Depot eingelagert. Danach war BAMSE nie offiziell bei den Schwedischen Streitkräften operationell. Es wurde nur vereinzelt auf Ausstellungen und bei Werbeaktionen für den Export verwendet.
Im Zuge der angespannten Situation in der Ostsee und in den Baltischen Staaten wurde 2019 das BAMSE-System reaktiviert. Die Systeme wurden überholt und Flugabwehreinheiten begannen mit der Ausbildung. Seit März 2021 ist eine BAMSE-Batterie dauerhaft auf Gotland in Betrieb. Nach dem Russischen Überfall auf die Ukraine seit 2022 wird in Schweden geprüft, ob ein BAMSES-System an die Ukraine abgegeben werden kann.

## Nutzerstaaten
- Schweden – 3 Batterien mit 9 Startfahrzeugen